# Vicente Pires da Mota
Vicente Pires da Mota (São Paulo, 1 de setembro de 1799 — São Paulo, 30 de outubro de 1882) foi um sacerdote católico, jurista, professor e político brasileiro.

## Vida
Foi ordenado sacerdote em 1821. Bacharel pela Faculdade de Direito de São Paulo em 1833, onde foi mais tarde professor e diretor. Juiz de paz de Santa Ifigênia, na mesma cidade.
Foi vice-presidente da província de São Paulo cinco vezes, presidente da província de Pernambuco, de 26 de abril a 17 de junho de 1848, presidente da província de São Paulo de 16 de outubro de 1848 a 27 de agosto de 1851, presidente da província do Ceará, de 20 de fevereiro de 1854 a 13 de outubro de 1855, presidente da província do Paraná, de 1 de março a 26 de setembro de 1856, presidente da província de Minas Gerais, de 13 de junho de 1860 a 2 de outubro de 1861, presidente da província de Santa Catarina, nomeado por Carta Imperial de 4 de novembro de 1861, de 17 de novembro de 1861 a 25 de setembro de 1862, quando passou o cargo para o primeiro vice-presidente, João Francisco de Sousa Coutinho, que completou o cargo interinamente até 26 de dezembro de 1862. Voltou a ser presidente da província de São Paulo, de 16 de outubro de 1862 a 3 de fevereiro de 1864. Retornou à presidência de São Paulo outras três vezes, interinamente, de 19 de maio a 30 de julho de 1869, de 28 de outubro a 5 de novembro de 1870, e de 13 de abril a 29 de abril de 1871.